# Josep Pla
Josep Pla i Casadevall  também citado como José Pla (Palafrugell, Gerona, 8 de março de 1897 - Llufríu, Palafrugell, Gerona, 23 de abril de 1981), foi um escritor e jornalista espanhol nas línguas catalã e espanhola.

## Carreira
Sua obra literária original e extensa, que se estende ininterruptamente por seis décadas e mais de 30 000 páginas, foi essencial na modernização da língua catalã e na disseminação dos costumes e tradições locais. Seus artigos de opinião, suas crônicas jornalísticas e seus relatórios sociais de vários países também constituem um testemunho único da história do século XX. Tudo isso o consagrou unanimemente como o prosador mais importante da literatura catalã contemporânea.

## Publicações selecionadas
- Las alimañas (1922)
- Rússia (Notícies de l'URSS. Una enquesta periodística) (1925)
- Un viaje frustrado (1927)
- Vida de Manolo (Contada per ell mateix) (1928)
- Cartes de Lluny (1928)
- Madrid, 1921 (Un dietari) (1929)
- Madrid. L'adveniment de la República (1932)
- Historia de la Segunda República Española, 4 vols. (1940)
- Guía de la Costa Brava (1941)
- Las ciudades del mar (1942)
- Viaje en autobús (1942)
- Humor honesto y vago (1942)
- Rusiñol y su tiempo (1942)
- El pintor Joaquín Mir (1944)
- La huida del tiempo (1945)
- Cadaqués (1947)
- Viaje a pie (1949)
- El pagès i el seu món (1949)
- Mallorca, Menorca i Eivissa (1950)
- Bodegó amb peixos (1950)
- El carrer Estret (1951)
- Nocturn de primavera (1953)
- Les hores (1953; ampliado en 1971)
- Lo infinitamente pequeño (1954)
- Contraban (1954)
- L'Empordanet (1954)
- Week-end (d'estiu) a Nova York (1954)
- Barcelona, una discussió entrañable (1956)
- La vida amarga (Històries i fantasies) (1957)
- Israel 1957, un reportatge (1958)
- Homenots (primera sèrie) (1958)
- Homenots (tercera sèrie) (1960)
- Catalunya (1961)
- Un senyor de Barcelona (1962)
- El quadern gris (1966)
- Notes disperses, 1919-1960 (1969)
- El que hem menjat (1972)
- Notes per a Sílvia (1974)
- Notas del crepúsculo (1976)